# Либен (зона)
Либен (сомал. Liibaan) — одна из 9 зон региона Сомали, Эфиопия.

## География
Граничит с зоной Афдер (на востоке), с регионом Оромия (на западе), с Кенией (на юге) и с государством Сомали (на юго-востоке). Крупные города — Софту и Доло.

## Население
По данным Центрального статистического агентства Эфиопии на 2007 год население зоны составляет 539 821 человек, из них 297 315 мужчин и 242 506 женщин. 99,55 % населения составляют сомалийцы, оставшиеся 0,45 % представлены другими этническими группами. 99,52 % жителей зоны считают родным языком сомалийский, оставшиеся 0,48 % назвали другие языки в качестве родного. 98,57 % населения — мусульмане.
По данным прошлой переписи 1997 года население зоны насчитывало 476 881 человек, из них 260 589 мужчин и 216 292 женщины. 99,04 % населения составляли сомалийцы; 97,78 % назвали родным языком сомалийский. Только 7,72 % населения были грамотны.

## Административное деление
В административном отношении подразделяется на 3 района (ворэды):
- Доло-Одо
- Либен
- Мояле